# エンレイ
エンレイ（媛麗、en-Ray、1976年6月4日 - ）は、中国江西省景徳鎮出身の歌手である。

## 来歴

### 中国でデビュー
高校在学中に中国政府主催のコンテストで優勝。日中文化交流団として訪日公演にも参加。その歌唱力を認められ、人民解放軍音楽院に入学。日本のレコード会社が主催したオーディションに優勝し、本格的に北京、上海、広州などで音楽活動に入る。オリジナル曲「流星雨」が北京ラジオ・チャート1位にランクされる。

### 日本でデビュー
日本に活動拠点を移し、テレサ・テン没後10年にあたる2005年5月8日に彼女の追悼曲「永遠のひと」で日本デビューする。
琉球ディスコと「Rock in Japan」「サマーソニック」に参加。河口恭吾主宰の「地球兄弟プロジェクト」に沖縄DIAMANTESと参加。九州全県で日中友好ソロコンサートを開催中。現在まで約2万人を動員。CMソングでは、サントリー烏龍茶「ペッパー警部」「ラムのラブソング」（いずれも中国語カバー）、みずほ銀行「Happy bank day to you」（井上真央主演）などを歌唱。テレビドラマ『李香蘭』（上戸彩主演）で劇中歌歌唱など、多彩な活動を展開中。アルバム「咲きましょう」「ぱらいそ」「ぱらいそ・に」「何日君再来」「美麗」サントリー烏龍茶アルバム「chai chai」「chai dance」をリリース。
2007年　▶︎5月、東京日生劇場・シアター・ドラマシティにて開催された舞台「何日君再来」にテレサ役で出演。筧利夫、黒木メイサ、藤原一裕、石川梨華・吉澤ひとみ(Wキャスト)、山本亨、彩輝なおと共演。26公演を行う。同舞台のテーマ曲「川の流れの始まるところ」含む、会場限定アルバム「何日君再来」をリリース。テレサ・テントリビュートコンサートにマルシア、アグネス・チャンと共に出演。九州全県で日中友好ソロコンサートを開催。
2008年　中国・四川大地震復興支援コンサートを開催（河口恭吾・山本リンダ・ジャンシャオチンらが参加）。
2009年「琉球王国太鼓」の世界大会に参加
2010年　▶︎11月3日作詞家の荒木とよひさの総合プロデュースによるシングル「テレサの羽根／時の流れに身をまかせ〜パート2」でポニーキャニオンよりメジャーデビュー。荒木と共に台湾のテレサの墓前を訪れ、歌を通じてアジアの架け橋になることを誓う。同年12月、「テレサの羽根」が有線リクエストチャートの演歌部門と歌謡曲部門のダブルで1位を獲得。「テレサの羽根〜エンレイ・コンサート」を関東近郊13会場で開催。
2011年　▶︎6月15日にファーストアルバム「テレサの羽根〜ふたつめの伝説〜」をリリース。「テレサの羽根〜エンレイ・コンサート」は、2011年までに全国53都市で57公演を開催。
2010年　▶︎10月～2012年11月　 荒木とよひさ氏の総合プロデュースによるMIN-ON「テレサの羽根・エンレイコンサート」で全国ツアー100回公演達成。
2012年　▶︎5月16日にセカンドアルバム「悲しみを幸せに…」をリリース。「テレサの羽根〜エンレイ・コンサート」を全国各地で開催。▶︎9月 舞台「恋人たちの神話」三越劇場に主演で出演。（作・監修：荒木とよひさ、演出：錦織一清、音楽：岸田敏志）
2013年　 ▶5月12日 台北アリーナで行われたテレサ・テン生誕60周年の「テレサ・テン追夢何日君再来トリビュートコンサート」に参加。▶6月26日 サードアルバム「テレサ・テントリビュート」をリリース。
2014年　 ▶6月14日 五木ひろし芸能生活50周年記念コンサート（台北アリーナ）にゲスト出演
2015年　 ▶1月28日 シングル「サヨナラは・・・あなたから」（作詞：荒木とよひさ 作曲：五木ひろし）をリリース。▶３月18日 4枚目のアルバム「蒼き星に生まれて」をリリース。
2019年　 ▶5月 ニューシングル「グッドバイ・モーニング」(日本語・中国語)c/w「Never Enough」をユニバーサルミュージックよりリリース。
2020年　メジャーデビュー10周年を機に「紫レイ(むらさき れい)」に改名。2020年11月25日に新曲「Last love for you～最後の愛を～(作詞:荒木とよひさ/作曲:中島薫)(UNIVERSAL MUSIC)」をリリース。当日、東京・西麻布の霞町音楽堂で「オンラインライブ(レコ発ライブ)」開催。
2021年　▶︎2月10日にBS12で放送の「三沢あけみのお茶会・歌謡界」にゲスト出演。新曲「Last love for you～最後の愛を～」発売日に開催された「オンラインライブ」の模様を放送。　　　　　▶︎ ３月２８日テレビ東京「洋子の演歌一直線」の番組に出演。

### 日本でメジャーデビュー
2010年11月3日、「テレサの羽根」「時の流れに身をまかせ〜パート2〜」で日本メジャーデビューする。

## ディスコグラフィ

### シングル
| No. | タイトル     | 発売日     | 作詞         | 作曲     | 編曲     |
| --- | ------------ | ---------- | ------------ | -------- | -------- |
| 1   | 永遠のひと   | 2005.05.08 | 松井五郎     | 松本俊明 | 京田誠一 |
| 2   | テレサの羽根 | 2010.11.03 | 荒木とよひさ | 羽場仁志 | 竹内弘一 |

### アルバム
| No. | タイトル        | 発売日     |
| --- | --------------- | ---------- |
| 1   | テレサの羽根    | 2011.06.15 |
| 2   | 悲しみを幸せに… | 2012.05.16 |